# Noyales
Noyales ist eine französische Gemeinde mit 142 Einwohnern (Stand: 1. Januar 2022) im Département Aisne in der Region Hauts-de-France. Sie gehört zum Arrondissement Vervins, zum Kanton Guise und zum Kommunalverband Thiérache Sambre et Oise.

## Geographie
Die Gemeinde Noyales liegz 19 Kilometer nordöstlich von Saint-Quentin an der Oise und am parallel verlaufenden Sambre-Oise-Kanal. Nachbargemeinden von Noyales sind Vadencourt im Norden, Proix im Osten, Macquigny im Südosten, Hauteville im Süden und Südwesten, Montigny-en-Arrouaise im Westen sowie Aisonville-et-Bernoville im Nordwesten,.

## Bevölkerungsentwicklung
| Jahr                       | 1962 | 1968 | 1975 | 1982 | 1990 | 1999 | 2006 | 2012 | 2022 |
| Einwohner                  | 215  | 185  | 176  | 161  | 153  | 141  | 161  | 171  | 142  |
| Quellen: Cassini und INSEE |      |      |      |      |      |      |      |      |      |

## Sehenswürdigkeiten
- Kirche Sainte-Geneviève
- Alter Bahnhof an der Strecke Saint-Quentin - Guise, die von 1875 bis 1966 betrieben wurde

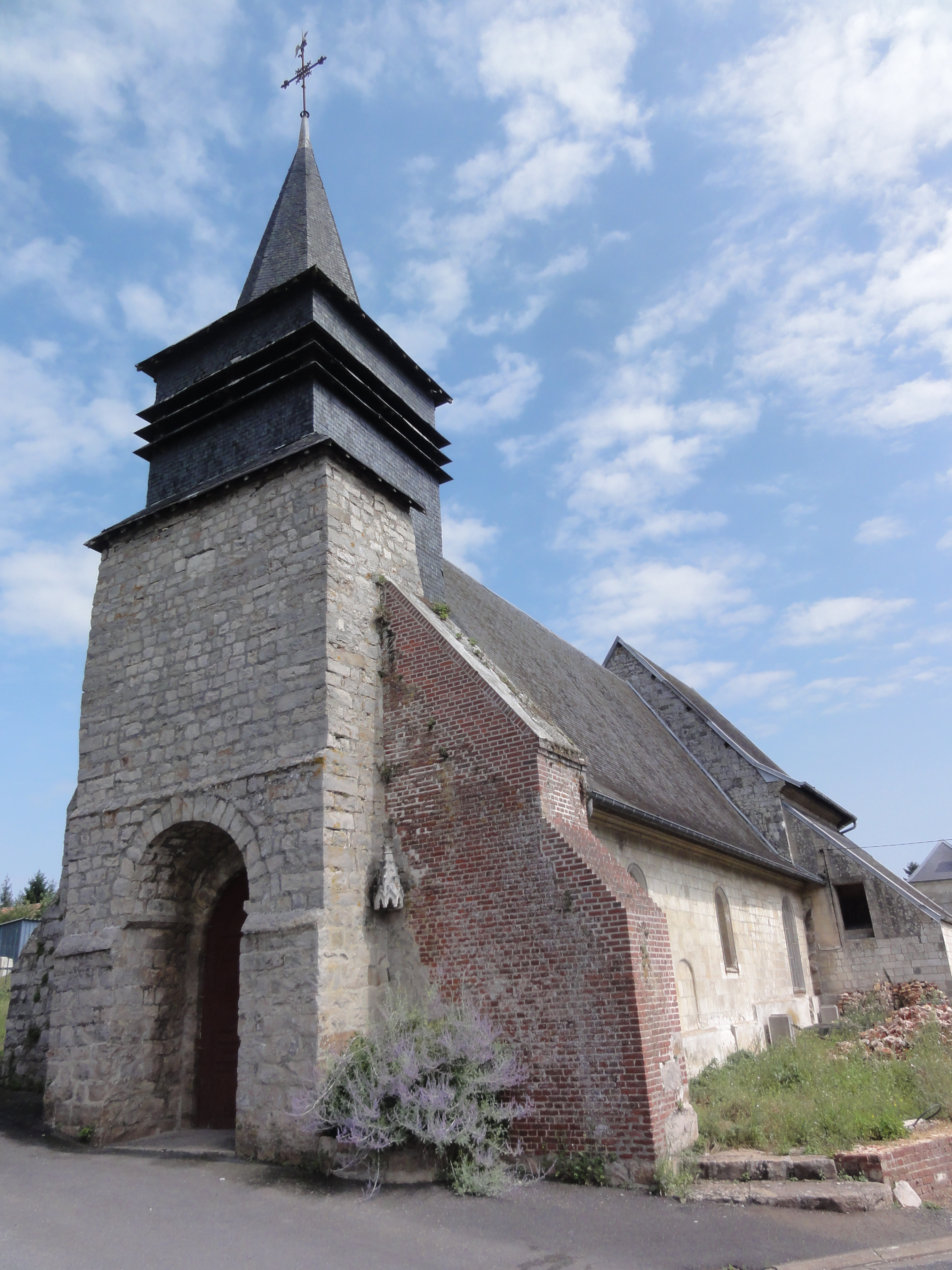
Kirche Sainte-Geneviève
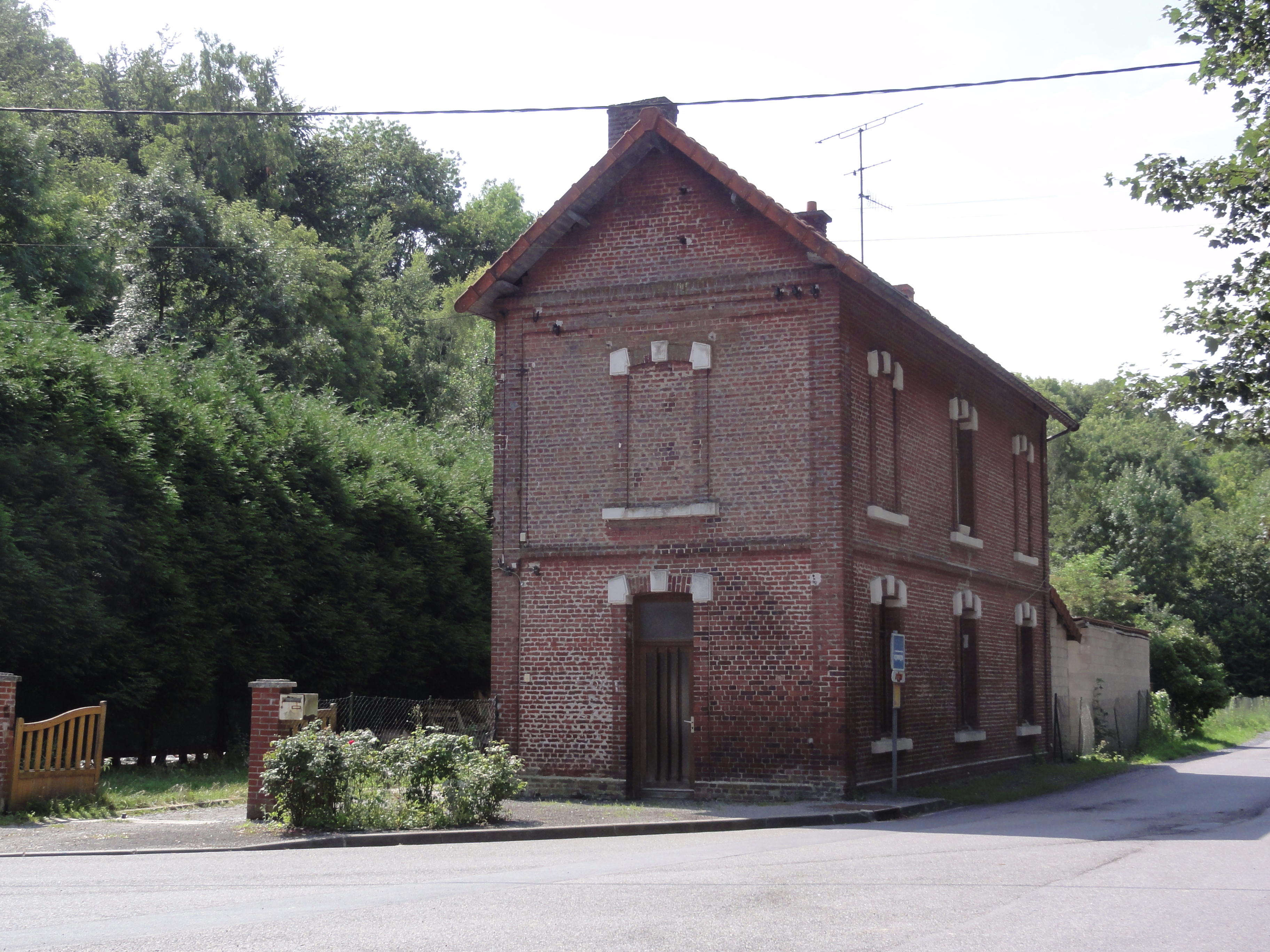
Ehemaliger Bahnhof Noyales - Proix
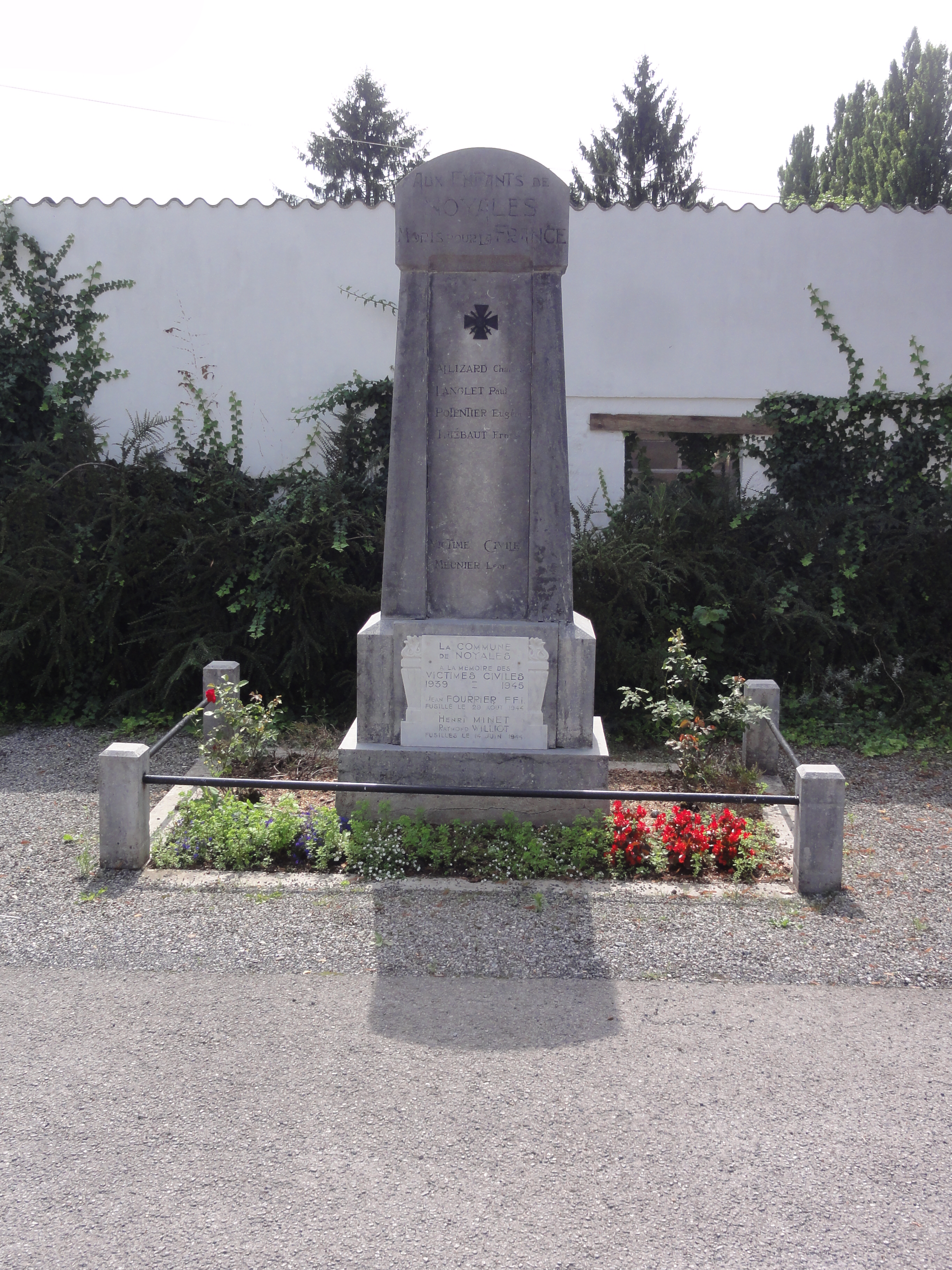
Gefallenendenkmal